# Stina

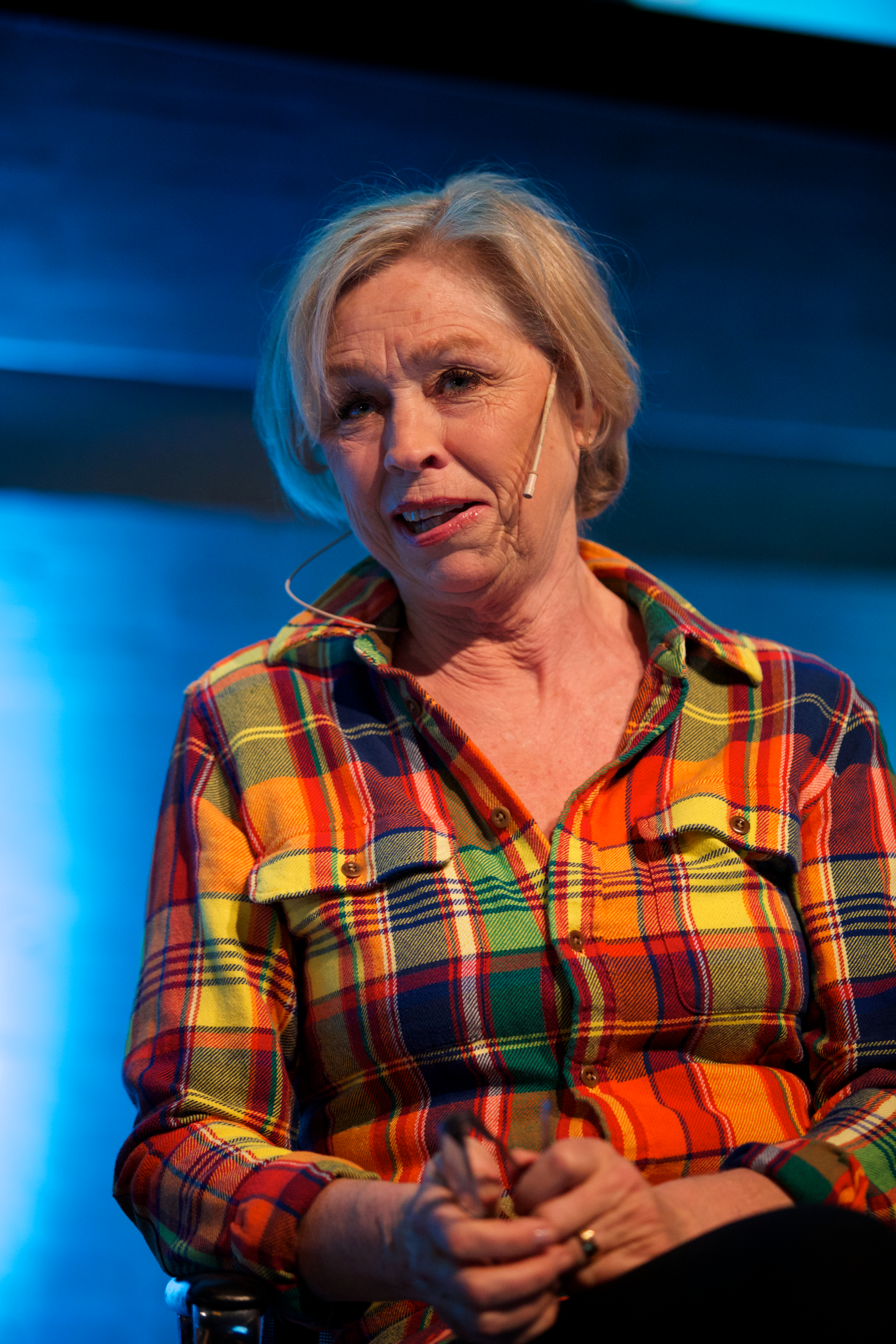
Stina Lundberg Dabrowski, 2014.

Stina är ett flicknamn och är en kortform av Kristina som i sin tur betyder "den kristna kvinnan". Den danska och norska formen är Stine.
Namnet hade sina toppar på 1910- och 1980-talet. 1989 var namnet bland de 50 vanligaste men har nu sjunkit lite och ligger runt plats 70. I Sverige har ungefär 24 900 personer det här namnet och då både som tilltalsnamn och andranamn.
Förut delade Stina namnsdag i Sverige med Kristina, men sedan 2001 är namnet borttaget ur almanackan. I den finlandssvenska namnsdagslängden har Stina namnsdag 24 juli sedan 1950.

## Personer med namnet Stina
- Stina Aronson, författare och folkskollärare
- Stina Blackstenius, fotbollsspelare
- Stina Ekblad, finlandssvensk skådespelare
- Stina Kajsa, lång samisk kvinna
- Stina Lundberg Dabrowski, journalist, programledare och professor
- Stina Nilsson, längdskidåkare och skidskytt
- Stina Nordenstam, sångerska
- Stina Oscarson, teaterregissör, dramatiker och författare
- Stina Rautelin, finlandssvensk skådespelare och regissör
- Stina Stoor, författare
- Stina Wollter, konstnär, illustratör och föredragshållare